# Neohyphus semivelutinus
Neohyphus semivelutinus är en skalbaggsart som beskrevs av Leon Fairmaire 1883. Neohyphus semivelutinus ingår i släktet Neohyphus och familjen Dynastidae. Utöver nominatformen finns också underarten N. s. celebesus.